# Бряг принцеса Марта
Бряг принцеса Марта (на норвежки: Kronprinsesse Märtha Kyst; на английски: Princess Martha Coast) е част от крайбрежието на Източна Антарктида, в западната част на Земя кралица Мод, простиращ се между 70°30’ и 74°15’ ю.ш. и 20° з.д. и 3°30’ и.д. Брегът е разположен в западната част на Земя кралица Мод, покрай бреговете на море Крал Хокон VІІ, част от атлантическия сектор на Южния океан. На югазапад граничи с Брега Керд на Земя Котс, а на изток – с Брега принцеса Астрид на Земя кралица Мод, Крайбрежието му изцяло е заето от шелфови ледници Рисер-Ларсен, Куарисен, Екстрьомисен, Елбартисен, Белингсхаузен и Фимбулисен, в които се вклиняват заливите Тюленов, Селбукта, Атка, Мускегбугта и др. Континенталната част е бронирана с дебел леден щит, над който се извисяват оголени планински хребети и отделни нунатаки. От запад на изток в близост до крайбрежието са разположени планините: Милоргкньоусане, Краул, Юле-Топане (1770 m), Вите, Регула (1843 m), Зейлкопф (2717 m), Блудоу (2225 m), Керуанвеген (2427 m), Гбурек (1853 m), Свердрупфьолла (2885 m), Мюлиг-Хофман (3134 m) и платата: Халвфарюген, Йеверюген (1470 m), Ричер, Алманрюген (1110 m), Амундсен (2560 m), Ланге (1135 m). От планините и платата надолу към шелфовите ледници се спускат много големи (Ютулстраумен, Шетбреен), големи (Вестстроумен, Краул, Видален, Пенк, Фросленет, Свеабреен, Тьонесенбреен и др.) и малки континентални ледници.
На 16 януари 1820 г. участниците в първата руска антарктическа експедиция, възглавявана от Фадей Белингсхаузен и Михаил Лазарев откриват участък от днешния шелфов ледник Белингсхаузен, като по този начин поставят началото на откриването на континента Антарктида. Брега принцеса Марта е открит, първоначално изследван и топографски заснет със самолет през януари 1930 г. от норвежка антарктическа експедиция, ръководена от полярния изследовател Ялмар Рисер-Ларсен, който наименува новооткрития сектор от крайбрежието на Антарктида Бряг принцеса Марта в чест Марта Шведска (1901 – 1954) съпруга на норвежкия крал Олаф V. Източната част на Брега принцеса Марта е детайлно картиран и топографски заснет от участниците в 4-та Съветска антарктическа експедиция през 1959 – 1960 г.